# Sant’Ivo alla Sapienza
Kościół św. Iwona, wl. Chiesa di Sant’Ivo alla Sapienza – kościół w Rzymie (niedaleko Placu Navona) na dziedzińcu Palazzo della Sapienza (Pałacu Mądrości), gdzie znajduje się Uniwersytet Rzymski. Uznawany za czołowy przykład architektury barokowej w Rzymie. Wybudowany w latach 1642–1660 przez Francesca Borrominiego.

## Architektura
Kościół jest nieduży, kształt rzutu jest wynikiem nałożenia się na siebie dwóch trójkątów równobocznych, co daje w efekcie w środku sześciokąt.
Zamyka wydłużony, prostokątny plac, otoczony arkadowymi loggiami. Gwałtownie wygięty, wklęsły łuk fasady, wysoki bęben kopuły z wielkim oknem, smukła latarnia nad kopułą o bogatych zdobieniach rzeźbiarskich. Plan kościoła jest w kształcie gwiazdy sześcioramiennej z zaokrąglonymi kątami. We wnętrzu brak kątów prostych, nudy i monotonii. Barwnie złocone wnętrze. Kompozycja bryły – dynamiczna, zwarta, oparta na przeciwstawnych formach łuków. Dominanta: bęben kopuły.